# Steve Kapuadi
Steve Nkanu Kapuadi (Le Mans, 30 aprile 1998) è un calciatore francese, difensore del Legia Varsavia.

## Carriera

### Club
Cresciuto nel settore giovanile di Zulte Waregem e Gent, nel 2019 viene acquistato dagli slovacchi dell'Inter Bratislava.
Durante la sessione invernale di calciomercato del 2020, viene ceduto all'AS Trenčín.
Debutta nella Superliga il 15 febbraio successivo, giocando l'incontro vinto per 8-1 contro lo Zemplín Michalovce.
Il 2 giugno 2022 viene ingaggiato dai polacchi del Wisła Płock.

### Nazionale
L'8 giugno 2025 esordisce con la RD del Congo nell'amichevole vinta 3-1 contro il Madagascar.

## Statistiche

### Presenze e reti nei club
Statistiche aggiornate al 31 luglio 2022.
| Stagione              | Squadra               | Campionato            | Campionato | Campionato | Coppe nazionali | Coppe nazionali | Coppe nazionali | Coppe continentali | Coppe continentali | Coppe continentali | Altre coppe | Altre coppe | Altre coppe | Totale | Totale |
| Stagione              | Squadra               | Comp                  | Pres       | Reti       | Comp            | Pres            | Reti            | Comp               | Pres               | Reti               | Comp        | Pres        | Reti        | Pres   | Reti   |
| --------------------- | --------------------- | --------------------- | ---------- | ---------- | --------------- | --------------- | --------------- | ------------------ | ------------------ | ------------------ | ----------- | ----------- | ----------- | ------ | ------ |
| gen.-giu. 2020        | AS Trenčín            | SL                    | 8          | 0          | CS              | 1               | 0               |                    | -                  | -                  |             | -           | -           | 9      | 0      |
| 2020-2021             | AS Trenčín            | SL                    | 14         | 0          | CS              | 2               | 0               |                    | -                  | -                  |             | -           | -           | 16     | 0      |
| 2021-2022             | AS Trenčín            | SL                    | 0          | 0          | CS              | 0               | 0               |                    | -                  | -                  |             | -           | -           | 0      | 0      |
| Totale AS Trenčín     | Totale AS Trenčín     | Totale AS Trenčín     | 22         | 0          |                 | 3               | 0               |                    | -                  | -                  |             | -           | -           | 25     | 0      |
| 2022-2023             | Wisła Płock           | EK                    | 26         | 0          | CP              | 2               | 1               |                    | -                  | -                  |             | -           | -           | 28     | 1      |
| 2023-2024             | Legia Varsavia        | EK                    | 23         | 1          | CP              | 2               | 0               | UECL               | 6                  | 0                  | -           | -           | -           | 31     | 1      |
| 2024-2025             | Legia Varsavia        | EK                    | 26         | 3          | CP              | 4               | 0               | UECL               | 13                 | 2                  | -           | -           | -           | 43     | 5      |
| Totale Legia Varsavia | Totale Legia Varsavia | Totale Legia Varsavia | 49         | 4          |                 | 6               | 0               |                    | 19                 | 2                  |             | -           | -           | 74     | 6      |
| Totale carriera       | Totale carriera       | Totale carriera       | 97         | 4          |                 | 11              | 1               |                    | 19                 | 2                  |             | -           | -           | 127    | 7      |

### Cronologia presenze e reti in nazionale
| Cronologia completa delle presenze e delle reti in nazionale ― RD del Congo | Cronologia completa delle presenze e delle reti in nazionale ― RD del Congo | Cronologia completa delle presenze e delle reti in nazionale ― RD del Congo | Cronologia completa delle presenze e delle reti in nazionale ― RD del Congo | Cronologia completa delle presenze e delle reti in nazionale ― RD del Congo | Cronologia completa delle presenze e delle reti in nazionale ― RD del Congo | Cronologia completa delle presenze e delle reti in nazionale ― RD del Congo | Cronologia completa delle presenze e delle reti in nazionale ― RD del Congo |
| Data                                                                        | Città                                                                       | In casa                                                                     | Risultato                                                                   | Ospiti                                                                      | Competizione                                                                | Reti                                                                        | Note                                                                        |
| --------------------------------------------------------------------------- | --------------------------------------------------------------------------- | --------------------------------------------------------------------------- | --------------------------------------------------------------------------- | --------------------------------------------------------------------------- | --------------------------------------------------------------------------- | --------------------------------------------------------------------------- | --------------------------------------------------------------------------- |
| 8-6-2025                                                                    | Orléans                                                                     | RD del Congo                                                                | 3 – 1                                                                       | Madagascar                                                                  | Amichevole                                                                  | -                                                                           |                                                                             |
| Totale                                                                      |                                                                             | Presenze                                                                    | 1                                                                           |                                                                             | Reti                                                                        | 0                                                                           |                                                                             |

## Palmarès

### Club

#### Competizioni nazionali
- Coppa di Polonia: 1

Legia Varsavia: 2024-2025